# Scaria lineata
Scaria lineata är en insektsart som beskrevs av Bolívar, I. 1887. Scaria lineata ingår i släktet Scaria och familjen torngräshoppor. Inga underarter finns listade i Catalogue of Life.